# Dodge Dakota
La Dodge Dakota est un pick-up de taille moyenne construit par Ram Trucks, (anciennement Dodge Truck) la nouvelle division du groupe Fiat Chrysler Automobiles. Depuis son lancement en 1986 (MY 1987) jusqu'au rachat du groupe Chrysler par Fiat en 2009, il a été commercialisé sous la marque Dodge.
La première génération du Dakota a été lancée en 1986 portant le millésime 1987. Le Dakota a été nommé pour l'élection du "camion nord-américain de l'année 2000". Le Dakota a toujours disposé d'une taille au-dessus des compactes Ford Ranger et Chevrolet S-10. Il s'agit d'une conception classique avec un châssis et un essieu arrière rigide et des ressorts à lames. Le Dakota est le premier pick-up intermédiaire équipé d'un moteur V8 en option. Une caractéristique notable était la colonne de direction à crémaillère, une première pour les camions de travail. Le Dakota a surtout été utilisé par la police et les pompiers, les véhicules hors route, les camions de patrouille, ou même en camion citerne feux de forêts.
Il y eut 3 générations successives de Dakota.

## Première génération
La direction générale de Chrysler a voulu que le Dakota soit le premier pick-up américain de taille moyenne associant la maniabilité et l'économie de carburant d'un pick-up compact avec une capacité de transport proche de celle des gros pick-ups traditionnels. Pour limiter les coûts de développement, de nombreux éléments ont été partagés avec les modèles existants et le site de production a été partagé avec le Dodge D et W, un pick-up de grandeS dimensions. Le nom Dakota signifie «ami» ou «allié» dans la langue des Sioux, mais il aurait pu aussi faire référence aux États du Dakota du Nord et Dakota du Sud. La première génération du Dakota a été produite de 1986 à 1996 (pour les années modèles 1987 à 1996). Il a bénéficié d'une légère mise à jour en 1991 et est resté en fabrication jusqu'en 1996. Il disposait des motorisations Straight-4 et V6 accouplés à une boîte de vitesses manuelle à 5 rapports ou automatique à 3 rapports. La version à quatre roues motrices était uniquement disponible avec le V6. Des bennes de 2 et 2,45 m ont été offertes. L'injection de carburant a été ajoutée au 3,9 L V6 en 1988, mais la puissance est restée la même.

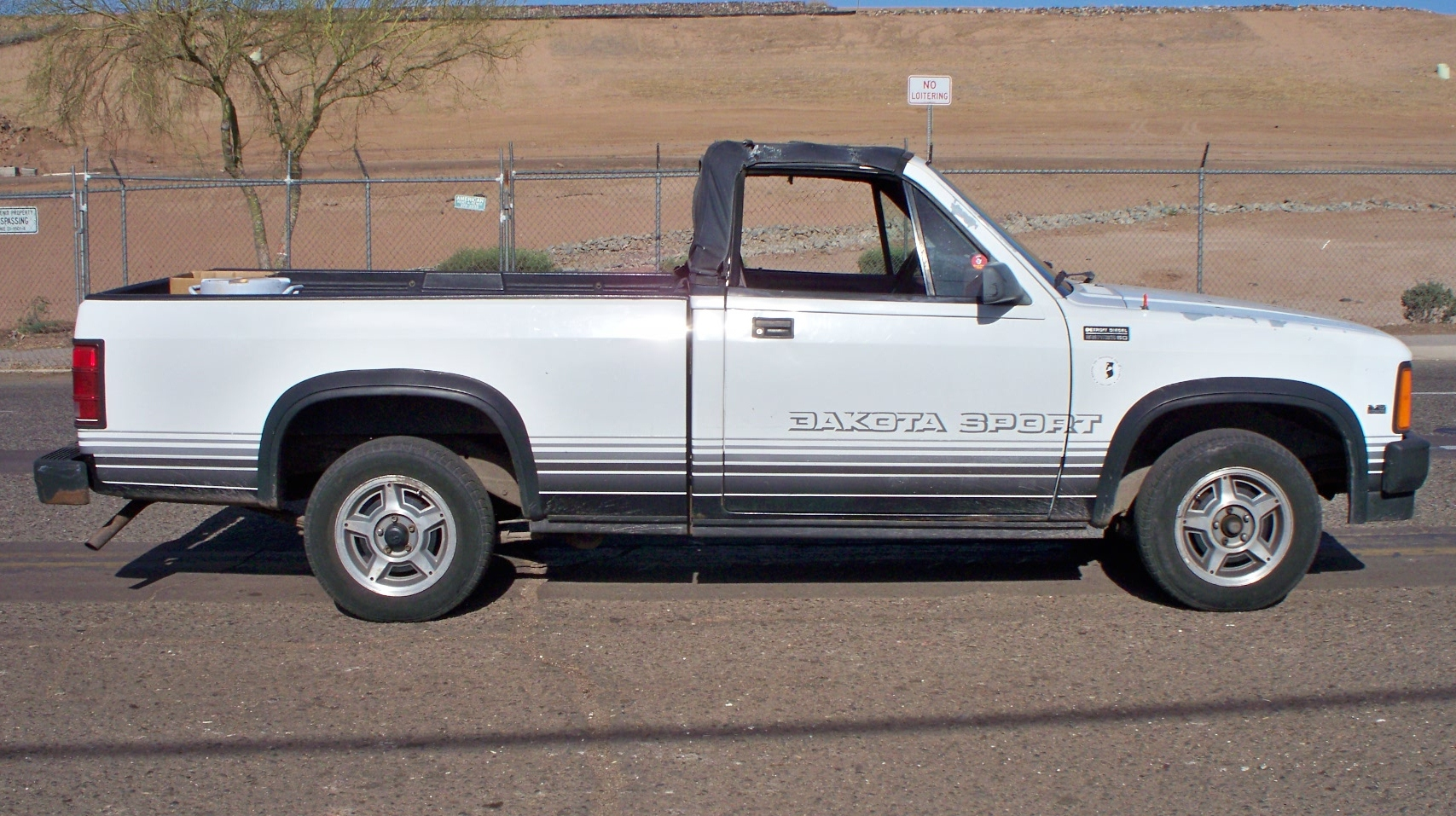
1989 Dakota Sport cabriolet

En 1998, l'injection électronique a été ajoutée au V6. Les vitres électriques et verrouillage centralisé étaient désormais optionnels. Le Pack Sport a été ajouté en milieu d'année. Il incluait les teintes de carrosserie noir, blanc brillant ou rouge graphique. Disponible en 2 roues motrices et 4x4, le Sport offrait notamment en série :
- Radio AM / FM stéréo avec lecteur de cassettes
- Tapis de sol en moquette avec logo
- Banquette avec accoudoir central
- Intérieur en tissu de luxe gris anthracite avec accoudoirs rabattables
- Volant sport gainé de cuir de couleur assortie
- Essuie-glaces de luxe
- Rétroviseurs extérieurs à double télécommande
- Tapis de sol
- Becquet Mopar avec antibrouillards Bosch
- Barre lumineuse Mopar avec feux tout terrain Bosch (4x4 uniquement)
- Rayures uniques sur le côté de la carrosserie
- Calandre et pare-chocs noirs de style européen
- Lunette arrière coulissante
- Moteur V6 de 3,9 L
- Jantes de 15 pouces en aluminium.

La plate-forme N est le résultat des efforts opérés par Harold K. Sperlich, responsable de la planification des modèles Chrysler au début des années 1980, à qui l'on doit la conception de cette nouvelle plate-forme vu que les modèles compacts d'inspiration japonaise de l'époque n'avaient pas la taille ni les caractéristiques nécessaires pour répondre aux exigences des clients américains. Il faut préciser qu'à la fin des années 1970, Chrysler se remettait à peine de la quasi-faillite et ses ressources financières étaient insuffisantes. Sperlich refusa que l'équipe chargée du projet N recherche avant tout à réutiliser des composants existants pour créer le Dakota. Le résultat de cet investissement très efficace a permis à Chrysler de créer un tout nouveau segment de marché à faible coût. Parmi les personnes clés impliquées dans la réalisation de ce produit, citons Glenn Gadner, Glen House, Robert Burnham, Don Sebert, Jim Hackstedde et Clark Ewing[réf. nécessaire]. Le Dakota a finalement été utilisé comme base pour créer le Dakota Version cabine étendue et le SUV Dodge Durango.
Options supplémentaires trouvées dans les pick-ups de première génération :
- Suspension abaissée
- Jantes chromées de 15 pouces
- Barres chromées le long des bennes
- Chaîne stéréo AM / FM avec cassette et lecteurs CD (en option)
- Vitres arrière coulissantes
- Pare-chocs chromés
- Moteurs V8
- Systèmes audio Infinity

En 1989, Dodge lance une version inhabituelle, le cabriolet Dakota. Le premier pick-up américain décapotable depuis la Ford Model A. Il comportait un arceau de sécurité fixe et un simple toit manuel. Environ 2 482 exemplaires ont été vendus la première année. L'idée est venue de Jerry York et ils ont été fabriqués par ASC (American Specialty Cars). Une autre nouveauté importante cette année là a été le moteur V8 Shelby Dakota de Carroll Shelby et la seule traction arrière, une première depuis deux décennies.
Un modèle de cabine étendue "Club Cab" a été lancé en 1990, toujours avec deux portes. Ce modèle a permis au Dakota de se mettre en avant une possibilité de transporter six passagers, même si le siège arrière était plutôt destiné aux enfants sinon à des adultes de petite taille.
En 1990, le Dakota de 1991 se dote d'une retouche de l'avant avec une nouvelle calandre et un nouveau capot qui a étendu le compartiment moteur pour mieux s'adapter au V8 5,2 L de 173 ch (127 kW), inspiré du Shelby Dakota V8. Fin 1991, les phares en verre carrés ont été remplacés par un ensemble en plastique moulé plus aérodynamique. Il était équipé de lampes halogènes, faisant du modèle de 1991 la seule année pour que le Dakota ait une face avant unique, bien qu'il soit mécaniquement possible d'installer des faisceaux scellés sur les modèles de 1992 à 1996, car le modèle de 1991 avait un chevauchement entre l'introduction de la nouvelle calandre et l'introduction des nouveaux phares. Les modèles de 1991 ont également fait leurs débuts avec des roues à six boulons (remplaçant les roues à cinq boulons précédentes) basées sur le marketing de Dodge tentant de différencier le Dakota des pick-ups des fabricants concurrents et l'introduction prochaine du Ram redessiné, et c'est aussi la dernière année pour le cabriolet Dakota. Cette même année voit l'apparition en option d'un airbag côté conducteur (norme applicable en 1994).
Pour remplir l'engagement de la division Dodge envers la société américaine Sunroof Company (qui était responsable des modifications apportées à ces pick-ups), la production du Dakota « drop top » a été étendue à l'année modèle 1991. La production était extrêmement limitée, avec seulement huit produits au total, ce qui en faisait le plus rare de tous les Dakota. Contrairement aux années précédentes, les couleurs et les options variaient plus qu'auparavant, le fabricant ayant choisi chacun de ces pick-ups de manière quelque peu aléatoire. Aucune publicité n'a été donnée à ces pick-ups et ils n'apparaissent pas dans la documentation commerciale. Cela est probablement dû au fait que la majorité d'entre eux étaient vendus avant d'arriver chez leurs concessionnaires.
Les deux moteurs à configuration en V à 90 degrés ont été mis à jour selon les spécifications Magnum l'année suivante, offrant une formidable augmentation de puissance. Parallèlement à l'introduction du moteur Magnum, Electronic Fuel Injection (EFI) multiport est venue. L'ordinateur EFI (appelé PCM par Chrysler) était en partie responsable de l'amélioration des performances. La nouvelle combinaison moteur / ordinateur produisait environ 234 ch (172 kW).
Avec le millésime 1994, le Dakota a connu quelques changements mineurs, parmi les plus significatifs, on trouve l'aibag en série côté conducteur conformément à la nouvelle règlementation situé dans un nouveau volant avec design à deux branches (également présent dans le Ram). D'autres changements comprenaient l'arrêt des versions « SE » et « LE ». En suivant les tout nouveaux pick-ups full-size Ram, la finition haut de gamme a été renommée « SLT », ces modèles (ainsi que certains autres) portant les nouvelles roues en acier à six boulons au fini chromé, de style similaire au type à cinq boulons trouvé sur le plus grand Ram. D'autres changements comprenaient des révisions de la couleur et des options globales. Des airbags SRS ont également été ajoutés pour 1994. Un lecteur de CD est devenu optionnel, tout comme une unité lecteur cassette et CD. Des sièges en cuir étaient également disponibles sur les modèles LE. De nouvelles jantes en alliage étaient disponibles.
En 1995, dernière année modèle de la première génération de 1996, le Dakota a vu le remplacement de son moteur de base, le quatre cylindres en ligne SOHC de 2,5 L, nettement insuffisant par rapport à la concurrence, remplacé par un moteur quatre cylindres en ligne de même cylindrée de 2,5 litres mais d'origine AMC développant 121 ch DIN (89 kW). Ce sera le seul changement majeur et le dernier, et le moteur AMC de 2,5 L serait également reporté en tant que moteur de base dans le nouveau modèle plus grand de 1997.

### Dakota Lil' Red Express et Dakota Warrior
Deux éditions spéciales de la première génération ont été construites avec des bennes à ouverture sur le côté. Les deux ont été construits par L.E.R. Industries d'Edwardsburg, Michigan. Les bennes à ouverture sur le côté ont été construites en fibre de verre et en galvanneal. Des rails de benne en bois étaient également disponibles.
Le Dakota Li'l Red Express a été conçu pour ressembler à l'Express original, basé sur le Dodge D Series. Il comportait la benne à ouverture sur le côté d'aspect classique et avait également deux cheminées d'échappement verticales juste derrière la cabine, qui étaient purement cosmétiques (bien qu'elles puissent être conçues pour être fonctionnelles). Le Dakota Warrior a été conçu pour ressembler aux pick-ups Warlock de la fin des années 1970. Les Warrior présentaient la même benne personnalisés que le Dakota Express, mais ils n'avaient pas les cheminées d'échappement verticales. Les Dakota Express et Warrior avaient une finition graphique conçu pour les faire ressembler à ceux de l'Express et du Warlock d'origine, respectivement.
Les chiffres de production pour les Express et les Warrior étaient très faibles, dans les centaines. Le plus rare d'entre eux est venu avec le moteur V8 Magnum de 5,2 L, qui n'était une option qu'en 1992, la dernière année modèle de l'Express et du Warrior.

### Modèles
Le Dodge Dakota de 1987-1996 est disponible en trois modèles:
Le Dakota S était le niveau de finition de base. Il comprenait les caractéristiques standard suivantes : surfaces d'assise de base en vinyle, finition pour supprimer la radio et le système audio (plus tard, une chaîne stéréo AM / FM avec un système audio à deux haut-parleurs est devenue un équipement standard sur les Dakota avec un système audio à deux haut-parleurs), un radiateur avec commande de ventilateur, sol en vinyle, une calandre et un pare-chocs avant noirs, roues pleines en acier, pneus toutes saisons et fenêtres et serrures de porte à enroulement manuel. Un pare-chocs arrière peint en noir, climatisation, radio AM / FM ou AM / FM / Cassette et la direction assistée était des options à coût supplémentaire. Ce modèle n'était généralement pas considéré comme un modèle à cabine étendue et n'était pas non plus disponible avec une option de moteur V8 comme les autres modèles de Dakota.
Le Sport était le niveau de finition de milieu de gamme. Il ajoutait des fonctionnalités telles que des surfaces de sièges garnies de vinyle et de tissu, une chaîne stéréo AM / FM avec un système audio à deux haut-parleurs, roues en acier de style sport, suppression du revêtement latéral de caisse, une colonne de direction et un volant à inclinaison réglable, accents intérieurs «sport» en plus de ce qu'il y avait dans le Dakota de base. Plus tard, il a également ajouté des roues en acier chromées, ainsi qu'un carénage avant et une calandre de couleur assortie et décalcomanies sport qui ornaient les portes et les côtés de la benne du pick-up Dakota. Les moteurs V6 et V8 étaient disponibles sur le modèle sport.
Le cabriolet sport était le seul cabriolet Dakota disponible et n'était disponible que jusqu'au début des années 1990, date à laquelle il a finalement été abandonné. Il ajoutait les caractéristiques suivantes en plus de ce qu'il y avait dans le niveau de finition sport de milieu de gamme: jantes en alliage de style sport, surfaces de sièges en tissu avec inserts et accents en vinyle, une chaîne stéréo AM / FM avec lecteur de cassettes et un système audio à quatre haut-parleurs, climatisation, un toit convertible en vinyle rabattable manuellement et décalcomanies sport sur les portes du Dakota. Le moteur V6 et la cabine standard à deux portes étaient la seule configuration disponible du cabriolet sport.
Le LE, rebaptisé plus tard SLT, était le niveau de finition haut de gamme. Il ajoutait des fonctionnalités telles que des surfaces de sièges en tissu, climatisation, une chaîne stéréo AM / FM avec lecteur de cassettes et un système audio à quatre haut-parleurs, jantes en alliage, habillage côté carrosserie, moquette et vitres et serrures de porte électriques en plus de ce qu'il y avait dans le modèle sport de milieu de gamme. Les moteurs V6 et V8 étaient disponibles sur les modèles LE ou SLT.

### Moteurs
Les différentes motoirisations offertes :

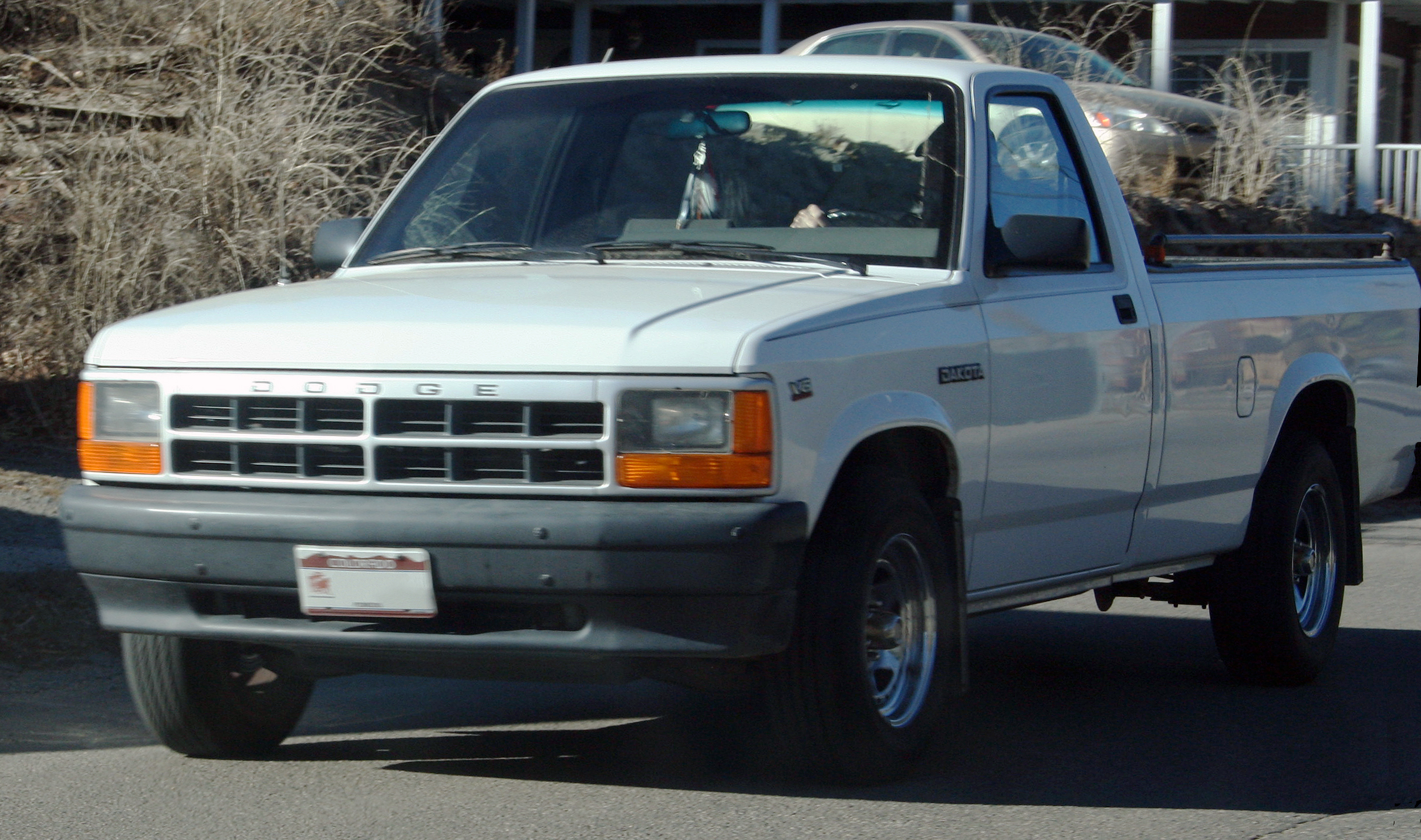
Dodge Dakota version 1991

- 1987–1988 - 2,2 L Chrysler K 4 cylindres en ligne, 98 ch / 72 kW
- 1987–1991 - 3,9 L Chrysler LA Magnum V6, 126 ch / 93 kW
- 1989–1995 - 2,5 L Chrysler K 4 cylindres en ligne, 101 ch / 74 kW
- 1991 - 5,2 L Chrysler LA V8 177 ch / 130 kW
- 1992–1993 - 3,9 L Chrysler LA Magnum V6, 177 ch / 130 kW
- 1992–1993 - 5,2 L Chrysler LA Magnum V8, 231 ch / 170 kW
- 1994–1996 - 3,9 L Chrysler LA Magnum V6, 177 ch / 130 kW
- 1994–1996 - 5,2 L Chrysler LA Magnum V8, 228 ch / 168 kW
- 1996 - 2,5 L AMC Straight 4 cylindres en ligne, 122 ch / 89 kW.

## Seconde génération
Le développement du Dakota de deuxième génération a commencé en 1991, avec une proposition de design extérieur de Dennis Myles sous la direction du directeur du design John R. Starr, approuvée à la mi-1993 et gelée pour la production en janvier 1994, 30 mois avant Job 1. Les brevets de conception ont été déposés le 20 mai 1994 sous le nom D373 979 à l'USPTO. Le Dakota de l'année modèle 1997 a été dévoilé par communiqué de presse à l'été 1996 et construit de juillet 1996 à juillet 2004. Il hérite de l'apparence des plus grands pick-ups Ram mais reprend en grande partie le châssis et toute la partie mécanique, bien que la direction ait été mise à jour à crémaillère et pignon dans le cadre de la refonte. Cette année, Dodge lance la version R/T équipée du gros moteur V8 Magnum de 5,9 L développant 250 ch. Lors de son lancement, il a été considéré comme l'un des pick-ups les plus radicaux de sa catégorie, non seulement pour son style, mais parce qu'il était resté le seul de sa catégorie avec un moteur V8 qui pouvait se comparer aux nombreux V8 des pick-ups de grande taille ayant des charges utiles allant jusqu'à 1 500 livres (680 kg).
Au printemps 1998, une nouvelle finition R / T en édition limitée était disponible en option sur le modèle Dakota Sport de 1998 à 2003. Cette version est considérée comme un véritable pick-up de rue / sport, uniquement disponible en propulsion. Modifications d'usine telles qu'un V8 de 5,9 litres qui produisait 253 ch (186 kW) à 4 400 tr/min. Le seul choix de transmission disponible était la boîte automatique à quatre vitesses 46RE robuste, l'essieu de performance, le différentiel à glissement limité, la suspension et la direction sport, les freins améliorés, l'échappement de performance, les roues spéciales en aluminium coulé de 17 × 9", la peinture monotone, les sièges baquets avec logo R / T dans les appuie-tête, et de nombreuses autres options standard sont livrées avec la finition. Les roues chromées étaient disponibles sur les modèles de 2002 et 2003. Certains des derniers modèles fabriqués en 2003 étaient livrés avec la nouvelle finition de revêtement inférieur de carrosserie Stampede et une version chromée des roues d'origine en aluminium coulé de 17 × 9" sans frais supplémentaires. Cette version du Dakota R / T a été produite jusqu'en 2003, avec les nouveaux pick-ups R / T de 2003 désignés comme leur propre version et non plus dans le cadre d'une finition optionnelle du Dakota Sport. Le Dakota R / T pouvait accélérer de 0 à 60 97 km/h) en 6,9 secondes et terminer un sprint d'un quart de mile en seulement 15 secondes. Il avait une capacité de remorquage maximale de 816 kg et une capacité de charge utile maximale de 440 kg. La finition RT: Alors que le V-8 Magnum 360 sous le capot était la vedette du spectacle, la finition R / T comprenait également une foule de mises à niveau supplémentaires. Il est livré avec une suspension à réglage de performance, un boîtier de direction plus rapide, des barres stabilisatrices plus épaisses à l'avant et à l'arrière, des pneus P255 / 55R17 collants et une hauteur de caisse inférieure de 25 mm à celle du Dakota standard.
En 1998, le Dakota R1 a été lancé pour une production au Brésil grâce aux efforts d'une petite équipe connue sous le nom de programmes spéciaux pour camions et qui comportait un moteur turbo-diesel 4 cylindres de 2,5 L du motoriste italien VM Motori ainsi qu'un V8, le tout conçu autour d'un châssis renforcé disposait de 2 ou 4 roues motrices. Au total, il y avait 28 configurations de châssis R1 pour le marché brésilien produites dans l'usine d'assemblage de Curitiba en CKD. Ce programme a été purement et simplement annulé lors de la reprise de Chrysler par Daimler AG le 12 novembre 1998.
L'année 2000 voit la disparition de la benne de 8 pieds sur la version avec cabine ordinaire, mais l'apparition pour cette année de la version "Quad-Cab". Les modèles Quad Cab quatre portes avaient une benne légèrement plus courte, 1 603 mm, mais reposaient sur l'empattement de 3 325 mm du Club Cab. Le Quad Cab comportait un siège arrière rabattable sur toute la longueur pour offrir de la place à trois passagers à l'arrière ou un espace intérieur beaucoup plus sec pour le chargement. Le V8 Magnum de 5,2 L vieillissant a été remplacé par le nouveau moteur de 4,7 L PowerTech V8 haute technologie cette année et la nouvelle transmission automatique 45RFE a été introduite.
Une révision assez approfondie de l'intérieur du Dakota a été faite en 2000 pour les modèles de 2001, y compris un tableau de bord entièrement redessiné, des panneaux de porte et des sièges révisés. D'autres révisions mineures de garniture ont été apportées, y compris des roues en aluminium redessinées sur divers modèles. Tous les véhicules ont également de nouvelles options de radio. Seule la radio AM / FM standard (sans platine à cassette) a été abandonnée, ce qui rend la radio AM / FM avec une platine à cassette standard sur tous les modèles. Des variantes stéréo AM / FM lecteur CD et cassette / CD étaient également disponibles.
2002 a été la dernière année avec un moteur quatre cylindres équipant le Dakota, Chrysler ayant arrêté la production des anciens moteur AMC. La plupart des clients portant leur préférence sur les moteurs V6 ou V8, beaucoup plus puissants et, comme dans le cas du V6, conformes aux futures normes applicables en 2003 et presque aussi économes en carburant avec une transmission manuelle. Aucune transmission automatique n'étant disponible avec les quatre cylindres. La radio satellite SIRIUS était également désormais disponible en option, et des radios révisées avec de nouveaux faisceaux de câbles pouvaient accueillir cette nouvelle fonctionnalité. Une radio à changeur de CD était également disponible, éliminant le besoin d'une unité montée séparément située ailleurs à l'intérieur du pick-up. Les conducteurs pouvaient charger jusqu'à six disques à la fois dans l'unité, et pouvaient changer les disques à tout moment, ce qu'ils ne pouvaient pas faire avec l'ancien appareil. Le Radio Data System est devenu un équipement standard sur certaines radios.
2003 a vu l'arrêt de l'ancien moteur V6 et du R/T V8; Les modèles du millésime 2004 étaient disponibles avec un nouveau moteur 3,7 L V6 Magnum ou le V8 de 4,7 L.
En 2004, l'option platine à cassette a été abandonnée et un lecteur CD est devenu un équipement standard sur tous les modèles.
Cette génération de Dakota a également été assemblée et vendue au Brésil de 1998 à 2001.
L'IIHS a attribué à cette génération la note « Médiocre » dans le test de collision frontale décalée.

### Niveaux de finition
Le Dodge Dakota de 1997 à 2004 était disponible en plusieurs niveaux de finition:
Le ST a servi de modèle de base du Dakota. Il comprenait des fonctionnalités telles qu'une chaîne stéréo A/M-F/M (plus tard avec un lecteur de cassette) et un système audio à quatre haut-parleurs, surfaces de sièges garnies de vinyle, banquettes avant (ou avant et arrière), jantes en acier stylisé de quinze pouces (plus tard de seize pouces) et sol en vinyle. Il comprenait également, et n'était disponible qu'avec, le moteur V6 de 3,9 L (plus tard 3,7 L). Le ST n'était pas non plus proposé en tant que modèle Quad Cab quatre portes.
Le Sport a servi de modèle « intensif » du Dakota. Il ajoutait les fonctionnalités suivantes au modèle ST : une chaîne stéréo A/M-F/M avec lecteur de cassette (plus tard, un lecteur de CD à un seul disque), surfaces de sièges en tissu, jantes en alliage de style sport et moquette. Il était disponible avec tous les moteurs à l'exception du moteur V8 hautes performances de 5,9 litres.
Le SXT, introduit pour l'année modèle 2001, a servi de modèle «milieu de gamme» du Dakota. Il ajoutait les fonctionnalités suivantes au modèle Sport: une chaîne stéréo A/M-F/M avec lecteur CD à disque unique, climatisation, vitres et serrures de porte électriques avec entrée sans clé (disponible en option) et un intérieur haut de gamme. Il était disponible avec tous les moteurs à l'exception du moteur V8 hautes performances de 5,9 litres. Un modèle SXT Plus était disponible avec des fonctionnalités «à valeur» telles qu'une chaîne stéréo A/M-F/M avec lecteurs de cassette et de CD à disque unique avec commandes de changeur de CD intégrées, un intérieur en tissu haut de gamme et jantes en alliage de seize pouces montées sur des pneus de seize pouces.
Le SLT était le modèle « haut de gamme » du Dakota de la fin de 2000. Il ajoutait les caractéristiques suivantes au modèle SXT (années modèles 2001 à 2004) ou au modèle Sport (années modèles 1997 à 2000) : vitres et serrures de porte électriques (Sport uniquement) avec entrée sans clé, un intérieur haut de gamme (Sport uniquement), jantes en alliage ou chromées de style haut de gamme. Il était disponible avec tous les moteurs disponibles sur le Dakota. Une finition SLT Plus était disponible avec des caractéristiques à « valeur », comme des jantes en alliage de seize pouces, pneus de seize pouces, une chaîne stéréo A/M-F/M avec lecteurs de cassettes et de CD (et commandes de changeur de CD intégrées sur les modèles de 2001 à 2004), un intérieur en tissu haut de gamme et plus de fonctionnalités «haut de gamme».
Le R / T, autrement connu sous le nom de R / T 5.9, était le modèle «haute performance» et «haut de gamme» du Dakota de 1997 à 2000. Il ajoutait les caractéristiques suivantes au modèle SLT: sièges avant sport, roues chromées de style sport, pneus plus grands, une chaîne stéréo A/M-F/M avec lecteurs de cassettes et de CD monodisques, un système audio haut de gamme amplifié Infinity à six haut-parleurs et le moteur V8 hautes performances de 5,9 litres. Il était disponible dans tous les modèles de Dakota disponibles, à l'exception du modèle Quad Cab quatre portes, qui a été introduit après l'arrêt du R / T ou du R / T 5.9.

### Moteurs
- 1997-2002 : Quatre cylindres en ligne AMC 2,5 L de 121 ch (89 kW)
- 1997-2003 : V6 Magnum 3,9 L de 177 ch (130 kW)
- 1997-1999 : V8 Magnum 5,2 L de 228 ch (168 kW)
- 1998-2003 : V8 Magnum 5,9 L de 253 ch (186 kW)
- 1999-2001 : Quatre cylindres en ligne VM-425 OHV 2,5 L de 116 ch (85 kW) (Brésil)
- 2000-2004 : V8 PowerTech 4,7 L de 234 ch (172 kW)
- 1997-2004 : V6 Magnum 3,7 L de 213 ch (157 kW) (Brésil)[7]

## Troisième génération
Le nouveau Dakota de 2005 partage désormais sa plate-forme avec le nouveau SUV Dodge Durango (qui est maintenant similaire à la plate-forme du Ram). Ce modèle est 94 mm plus long et 69 mm plus large de l'ancienne version, et dispose d'une nouvelle suspension avant et arrière et d'une direction à crémaillère. Ce modèle de nouvelle génération est également revenu aux roues à cinq boulons contrairement aux roues à six boulons de la génération précédente en raison de mesures de réduction des coûts et du temps d'assemblage. Ce modèle de nouvelle génération est construit dans l'usine de montage de camions de Warren, dans l'État du Michigan.
Un V6 et deux moteurs V8 étaient disponibles; Le moteur de base est un V6 de 3,7 L PowerTech, les deux moteurs de 4,7 L V8 sont les PowerTech V8 et High Output, ou HO, V8. Le 3,7 L V6 développe 213 ch (157 kW) et un couple de 319 N m. Le 4,7 L V8 développe 234 ch (172 kW) et un couple de 400 N m. Le V8 High Output de 4,7 L produit 264 ch (194 kW) et 420 N m de couple. La transmission automatique pouvait être remplacée en option par une boîte manuelle à 6 rapports. À partir de 2007, cette option a été supprimée sur les modèles V8.
En plus d'un rafraîchissement du style du Dakota, cette génération n'était pas proposée dans un modèle avec cabine ordinaire. Seules les configurations club cab et quad cab étaient disponibles. Fin 2005, Dodge lance à nouveau une version Dakota R/T pour l'année modèle 2005, mais uniquement avec des modifications cosmétiques. Malgré l'appellation "R/T" qui signifie « route et piste », le nouveau Dakota R/T n'est qu'une version avec des options intégrées : écope de capot non fonctionnelle, tableau de bord exclusif, et bandes latérales de style bâton de hockey. La finition était disponible sur les modèles à deux et quatre roues motrices.
Le Dakota de troisième génération restylée a été dévoilée au Chicago Auto Show 2007. Le Dakota a reçu un nouveau lifting et une mise à niveau intérieure avec quelques améliorations, y compris des rails utilitaires intégrés dans la benne de chargement, des banquettes chauffantess, meilleur remorquage de sa catégorie (jusqu'à 3 198 kg), la benne standard la plus grande et la plus longue de la catégorie et la plus grande cabine des pick-ups de taille moyenne. Un nouveau moteur V8 de 4,7 litres est lancé, il développe 313 ch (231 kW) avec un couple de 447 N m. Le moteur de base reste le V6 de 3,7 litres avec 213 chevaux (157 kW) et 319 N m de couple. La production a débuté en août 2007.
En 2009, Fiat prend les commandes du groupe Chrysler, laissé en faillite par Daimler AG et sépare la gamme Dodge. La marque Dodge conserve les automobiles et les pick-up sont désormais badgés Ram Trucks.
C'est à partir de 2010 que le Dakota a été inclus dans la gamme Ram. Cependant, l'emblème "Dodge" a été conservé sur le hayon, et il a été nommé indifféremment Ram Dakota ou Dodge Dakota. La fabrication de son frère jumeau, le Mitsubishi Raider a été arrêtée en 2009.
L'IIHS a donné à cette génération une note «Bien» dans le test de collision frontale.

### Modèles
Tout au long de sa production, le Dodge Dakota de 2005 à 2010 était disponible en trois modèles:
Le ST a servi de modèle de base du Dakota. Il comprenait les caractéristiques suivantes : roues en acier stylisées de seize pouces, pneus de seize pouces, surfaces de sièges garnies de vinyle, fenêtres et serrures de porte manuelles, une chaîne stéréo A/M-F/M avec un lecteur CD monodisque (plus tard, un lecteur CD / MP3 monodisque) et une prise d'entrée audio auxiliaire (sur la plupart des modèles), un système audio à quatre haut-parleurs, climatisation, le moteur V6 «Power-Tech» de 3,7 L, qui était le seul moteur disponible sur le modèle ST.
Le SLT a servi de modèle "de niveau intermédiaire" du Dakota. Il ajoutait les caractéristiques suivantes au modèle de base ST: jantes en alliage de style sport de seize pouces, surfaces de sièges en tissu, vitres et serrures de porte électriques avec entrée sans clé. Le SLT était disponible avec n'importe quelle offre de moteur du Dakota. Une finition Big Horn (tous les États autres que le Texas) ou Lonestar (Texas uniquement) était également disponible pour le modèle SLT, qui comprenait des caractéristiques à «valeur ajoutée», tout comme une finition SXT qui ajoutait une calandre de couleur assortie, pare-chocs avant et arrière de couleur assortie et surfaces de sièges en tissu de sport.
Le Laramie, autrement connu sous le nom de SLT Laramie, était le modèle «haut de gamme» du Dakota. Il ajoutait les caractéristiques suivantes au modèle «de niveau intermédiaire» SLT: jantes en alliage chromées de dix-sept pouces, pneus de dix-sept pouces, une chaîne stéréo A/M-F/M avec un changeur CD / MP3 à six disques et une prise d'entrée audio auxiliaire (sur la plupart des modèles), un système audio amplifié à six haut-parleurs Infinity (plus tard Alpine), surfaces des sièges chauffants garnies de cuir, sièges avant électriques, un système de sécurité, une transmission automatique à cinq vitesses et le moteur V8 «Power-Tech» de 4,7 litres de base, bien que la version à haut rendement du même moteur soit également disponible sur le Laramie ou le SLT Laramie.

## Fin de production
La troisième génération du Dakota a été abandonnée en 2011, le dernier exemplaire est sorti de la chaîne de montage le 23 août 2011, la gamme Dakota s'arrêtait donc après 25 ans. En 2011, selon Sergio Marchionne, le PDG de Chrysler Group, le Dakota ne devrait probablement pas être remplacé par un véhicule similaire, en raison principalement de la baisse de popularité des pick-up compacts sur le marché nord-américain (Ford USA a tiré les mêmes conclusions pour son Ford Ranger). Un autre problème qui a confirmé cette décision est que les clients se sont plaints que les petits pick-up n'étaient pas proposés à des tarifs inférieurs au grand Ram 1500; Néanmoins, des rumeurs continuent à faire état d'un retour du Dakota en 2012,. Cependant, un communiqué de presse de Fiat Chrysler Automobiles du 19 septembre 2014, fait état de la signature d'un accord avec Mitsubishi Motors portant sur le développement commun de la prochaine génération du Mitsubishi L200 pour être vendu à l'échelle mondiale par les deux sociétés. Il est vendu sous le nom de RAM 1200 dans certains pays du Moyen-Orient.

## Les ventes du Dakota aux États-Unis
| Année | Immatriculations |
| ----- | ---------------- |
| 1999  | 144 148          |
| 2000  | 177 395          |
| 2001  | 154 479          |
| 2002  | 130 712          |
| 2003  | 111 273          |
| 2004  | 105 614          |
| 2005  | 104 051          |
| 2006  | 76 098           |
| 2007  | 50 702           |
| 2008  | 26 044           |
| 2009  | 10 690           |
| 2010  | 13 047           |
| 2011  | 12 156           |
| 2012  | 490              |

Tous ces chiffres sont issus des organismes officiels nord américains (équivalent du CCFA en France et OICA en Europe). Ils sont également vérifiables sur le site Chrysler.